# Olympische Sommerspiele 1972/Teilnehmer (Tansania)
| Gelbes Symbol für Goldmedaillen mit stilisierten Olympischen Ringen | Graues Symbol für Silbermedaillen mit stilisierten Olympischen Ringen | Braundes Symbol für Bronzemedaillen mit stilisierten Olympischen Ringen |
| ------------------------------------------------------------------- | --------------------------------------------------------------------- | ----------------------------------------------------------------------- |
| —                                                                   | —                                                                     | —                                                                       |

Tansania nahm an den Olympischen Sommerspielen 1972 in München mit einer Delegation von 15 Sportlern (nur Männern) teil.

## Teilnehmer nach Sportarten

### Leichtathletik
- Omari Abdallah (* 1943)
4 × 400 m: Vorläufe

- Filbert Bayi (* 1953)
1500 Meter: Vorläufe
3000 Meter Hindernis: Vorläufe

- Norman Chihota (* 1947)
100 Meter: Vorläufe
4 × 100 m: Vorläufe

- Claver Kamanya (* 1947)
400 Meter: Zwischenläufe
4 × 100 m: Vorläufe
4 × 400 m: Vorläufe

- Obedi Mwanga (* 1940)
4 × 100 m: Vorläufe
4 × 400 m: Vorläufe

- Hamad Ndee (* 1951)
200 Meter: Vorläufe
4 × 100 m: Vorläufe
4 × 400 m: Vorläufe

- Julius Wakachu (* 1948)
Marathon: aufgegeben nach 20 km

### Boxen
- Flevitus Bitegeko (* 1952)
Bantamgewicht: 17. Platz

- Habibu Kinyogoli (* 1948)
Federgewicht: 9. Platz

- Samson Laizer (* 1949)
Halbschwergewicht: 17. Platz

- Mbwana Mkanga (* 1949)
Weltergewicht: 17. Platz

- Robert Mwakosya (* 1952)
Halbweltergewicht: 17. Platz

- Bakari Selemani (* 1955)
Halbfliegengewicht: 17. Platz

- Titus Simba (* 1942)
Mittelgewicht: 9. Platz

- Saidi Tambwe (* 1952)
Fliegengewicht: 17. Platz